# 2014 SF350
2014 SF350 est un objet transneptunien, faisant partie des plutinos, d'un diamètre d'environ 200 km.